# حديقة غران ساسو ومونتي ديلا لاغا الوطنية

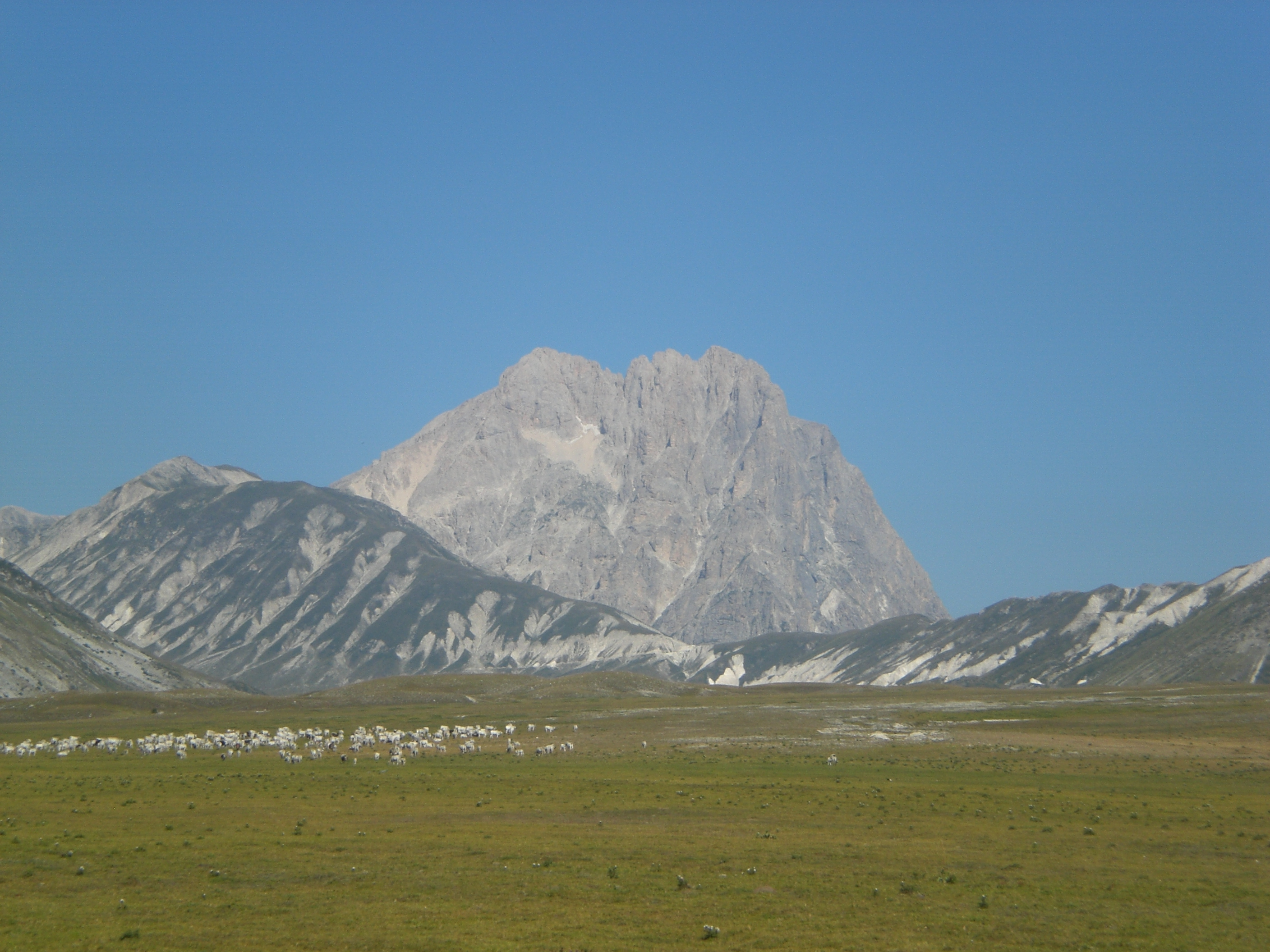
جبل غران ساسو

غران ساسو ومونتي ديلا لاغا (بالإيطالية: Gran Sasso and Monti della Laga)‏ هي حديقة وطنية طبيعية في إيطاليا تأسست في عام 1991. تبلغ مساحتها 2014 كيلومترًا مربعًا. تضاريسها جبلية في الغالب.